# Octav Mayer
Pour les articles homonymes, voir Mayer.
Octav Mayer, né le 5 octobre 1895 à Mizil, dans le județ de Prahova et mort le 9 septembre 1966 à Iași est un mathématicien et académicien roumain, membre de l'Académie roumaine. Il est le premier doctorant roumain soutenant sa thèse en Roumanie,.

## Biographie
Octav Mayer va à l'école primaire à Târgu Neamț et poursuit ses études dans un collège d'abord à Focșani puis au Collège National de Iași où il obtient son baccalauréat. Il suit ensuite des études de mathématiques à l'université de Iași et y obtient une licence.
En 1915, il s'inscrit à l'École des Officiers d'Artillerie et du Génie (Școala de Ofițeri de Artilerie și Geniu (ro)) et prend part aux combats du front roumain de 1916 à 1918.
En 1920, il soutient sa thèse dans la même université, en français, intitulée Contributions à la théorie des quartiques bicirculaires, sous la direction d'Alexandru Myller (ro), devenant ainsi le premier Roumain à obtenir un doctorat dans une université roumaine. Il continue toutefois d'étudier de 1921 à 1922 à l'université de Turin.
Il est membre correspondant de l'Académie des sciences de Roumanie à partir du 21 décembre 1935 et titulaire à partir du 4 juin 1937.